# Sphingomima mabira
Sphingomima mabira là một loài bướm đêm trong họ Geometridae.